# 夸吕
夸吕（535年—591年），隋書稱呂夸，吐谷渾第十八任統治者，他為伏連籌兒子，是第一个自称可汗的吐谷渾首領。
建都伏俟城（今青海省共和县石乃亥乡铁卜卡古），在青海湖西十五里。虽有城郭而不居，恒处穹庐，随水草畜牧。其地，东西三千里，南北千余里。官有王、公、仆射、尚书及郎中、将军之号。
在位期間為541年－591年，多次入侵中原。540年，遣使者至南梁献马及方物，并求佛教经论：对东魏、西魏采取“远交近攻之策。多次遣使东魏，通好贸易。545年，以妹嫁给东魏孝静帝，为容华嫔，东魏将济南王元匡的孙女广乐公主嫁给夸吕为妻。同时，攻打西魏湟河郡（治今青海尖扎县附近）、西平郡（治今青海海东市乐都区），兵败。553年，西魏丞相宇文泰率军至姑臧（今甘肃省武威市），遣使向西魏方物。556年，被突厥汗国木杆可汗与西魏联合进攻，丢失贺真（在今青海茶卡盐湖附近）、树敦（在今共和县附近），妻子被俘虏。突厥撤军后，得返故地。557年，北周初立，夸吕围攻凉州、鄯州、河州，559年，在攻凉州，北周大司马贺兰祥将其击败，丢失洮阳、洪和（今甘肃临潭附近），于是再次遣使向北周朝贡。564年至565年，联合宕昌攻周，北北周大将军田弘、洮州总管李贤所败。
北周在576年、隋朝在581年给与反击，吐谷渾受到重创。576年，吐谷渾内乱，被周太子宇文赟袭击，国都伏俟城失陷。581年，隋朝建立，吐谷渾攻弘州（治今甘肃临潭西）、凉州，被安郡公元谐等击败，其王侯三十人率部降隋。584年，吐谷浑发生内乱，停止对隋朝的侵扰。在位期间，常因喜怒废杀太子，太子可博汗于是计划擒获夸吕降隋，事泄被杀。复立次子嵬王诃为太子。586年，嵬王诃想要率部降隋，请隋兵接应，被拒绝。589年，隋灭陈平定江南，夸吕与隋通好。
| 前任： 伏連籌 可沓振 | 吐谷渾可汗 541年－591年 | 繼任： 世伏 |